# Mangiatori di uomini dello Tsavo

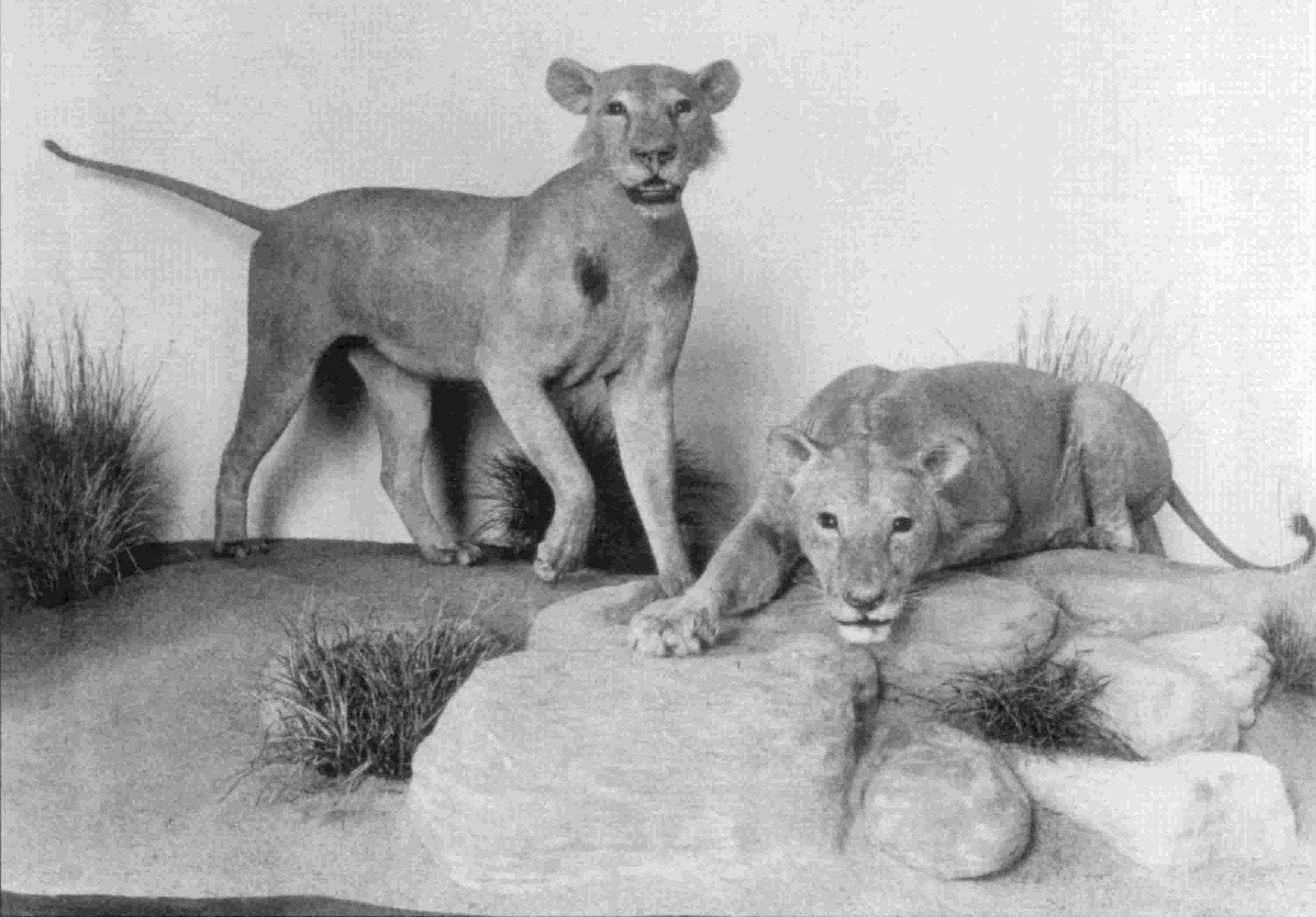
Immagine del 1925 dei mangiatori di uomini dello Tsavo

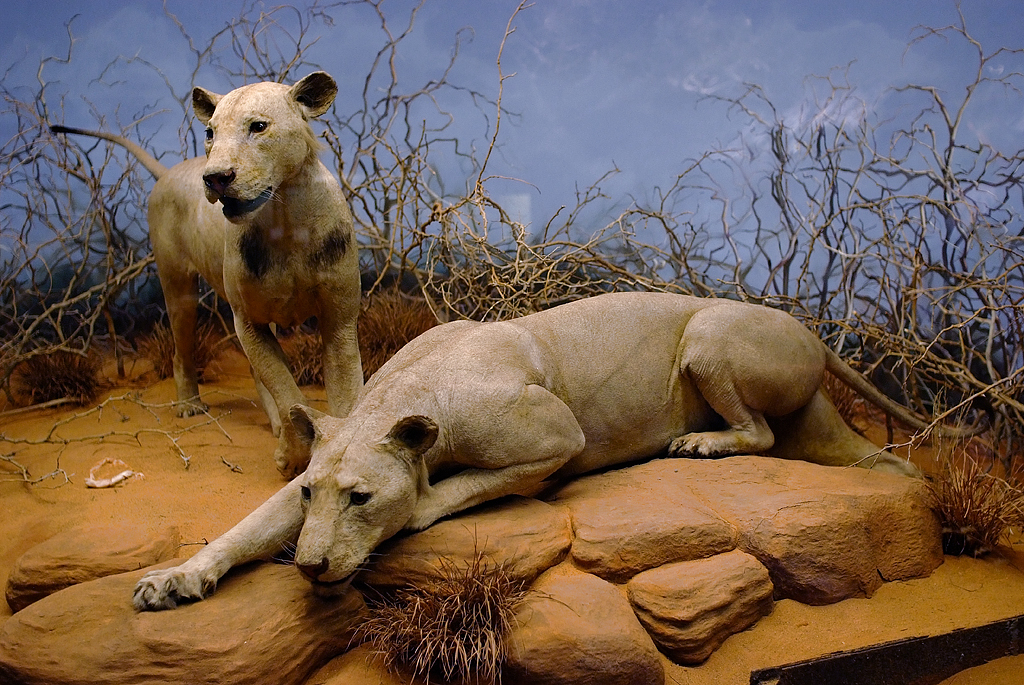
I due leoni imbalsamati nel Museo di Chicago (2008)

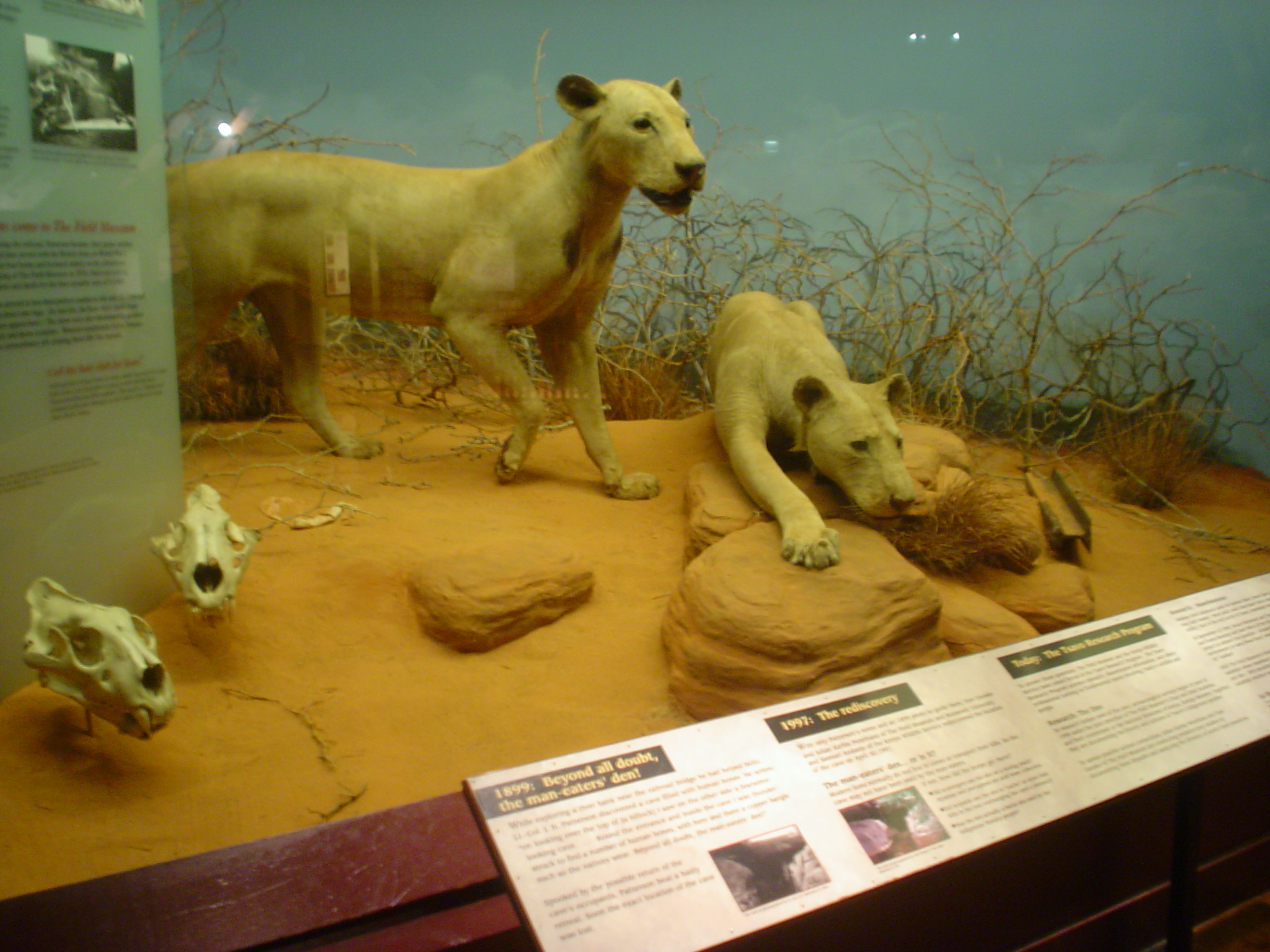
Altra immagine dei mangiatori di uomini dello Tsavo

Mangiatori di uomini dello Tsavo è il soprannome dato a due leoni che compirono una serie di attacchi ad esseri umani nel 1898 in Kenya, nei pressi del fiume Tsavo, durante la costruzione di un ponte ferroviario.
La vicenda fu descritta per la prima volta da John Henry Patterson, l'ingegnere capo britannico che sovrintendeva i lavori, nel suo libro The Man-Eaters of Tsavo and Other East African Adventures (ed.1907). Sebbene alcuni dettagli del racconto di Patterson siano controversi, la veridicità della vicenda, nelle sue linee generali, è in genere riconosciuta.

## Il racconto di Patterson
Alla fine del XIX secolo, la Imperial British East Africa Company intraprese la costruzione della Uganda Railway, la ferrovia che avrebbe unito il porto di Mombasa all'entroterra ugandese. Nel marzo del 1898 iniziò la costruzione di un ponte sul fiume Tsavo.
Durante la costruzione, una coppia di leoni solitari, senza criniera, iniziò ad aggirarsi intorno al cantiere e ad attaccare gli operai. Gli attacchi avvenivano di notte; i leoni aggredivano gli uomini nelle loro tende e li trascinavano fuori per divorarli.
La costruzione di bomas, i tipici recinti di piante spinose dei Masai, e altri sistemi di difesa non furono sufficienti a tenere i leoni lontani dall'accampamento. I tentativi di catturare o abbattere i felidi fallirono, e gli attacchi continuarono per mesi. La frequenza degli attacchi aumentò quasi al punto di causare l'interruzione dei lavori. Stando a quanto raccontato da Patterson, gli operai locali iniziarono a credere che i due leoni fossero "spiriti" che si opponevano alla costruzione della ferrovia. Lo stesso Patterson, in alcuni passaggi del suo racconto, sembra attribuire caratteri soprannaturali ai due animali, per esempio affermando che erano in grado di resistere in modo straordinario ai proiettili, tanto che il secondo leone sarebbe morto solo dopo essere stato colpito ripetutamente per dieci giorni consecutivi.
Patterson tentò di uccidere i due leoni usando trappole e piazzandosi di vedetta su un albero, armato di fucile. Riuscì ad abbattere il primo leone il 9 dicembre 1898, e il secondo tre settimane dopo. Quando i due leoni morirono, avevano ucciso 135 operai. Nel 1924 Patterson vendette le pelli dei due leoni al Field Museum di Chicago, dove sono conservate ed esposte ancora oggi.

## Analisi storica
Secondo gli studiosi, le linee generali della vicenda raccontata da Patterson, cioè i due leoni che attaccavano gli operai della ferrovia, sono veritiere, mentre molti dettagli sarebbero romanzati. Gli studiosi ritengono che il numero delle vittime sia notevolmente inferiore a quello riportato da Patterson, portandolo a 35, escludendo quelli uccisi ma non divorati, e che lo stesso fenomeno non sia da considerarsi così eccezionale come l'ingegnere britannico lo dipinse: i leoni della regione dello Tsavo avevano probabilmente iniziato a predare gli uomini prima del 1890, e continuarono forse fino agli anni quaranta.
Sono state avanzate numerose ipotesi sui motivi che possono aver spinto i leoni di Tsavo a predare l'uomo in modo così sistematico. Uno dei fattori predominanti potrebbe essere stata l'epidemia di peste bovina degli anni 1890, che decimò la popolazione di zebù e bufali, le prede preferite dai leoni della zona. Con la carestia che seguì, anche la popolazione umana locale fu gravemente colpita da fame e vaiolo, ed è possibile che i leoni abbiano iniziato a familiarizzare col sapore della carne umana divorando cadaveri. Anche il traffico di schiavi può aver contribuito alla disponibilità di cadaveri umani: si stima che ogni anno oltre 80000 persone morissero di stenti nelle carovane dei mercanti arabi di schiavi che transitavano nella zona.
Studi recenti hanno probabilmente svelato il motivo per cui i leoni si cibassero di uomini: la scelta delle prede da parte dei due felidi è stato per via del fatto che entrambi gli animali soffrissero di problemi alla loro dentatura. Studiando i due crani, un esemplare soffriva di un profondo ascesso nel canino inferiore e tre incisivi spezzati, mentre l'altro una ferita a un dente e una nella mascella. La carne umana risulta molto più tenera rispetto a quella di altri animali come zebre, antilopi, bufali o giraffe; i due felidi avrebbero sofferto meno nella masticazione, meno impegnativa che in carni coriacee come quella delle loro prede abituali.
In questa ricerca, fu inserito anche il mangiatore di uomini di Mfuwe.

## Nel cinema
Il racconto di Patterson è stata la base per diversi adattamenti cinematografici:
- Men Against the Sun film inglese monocromatico (1952)
- Buana Devil (Bwana Devil) (1952)
- Spiriti nelle tenebre (The Ghost and the Darkness) (1996)